# Curití
Curití ist eine Gemeinde (municipio) im Departamento Santander in Kolumbien. Die Gemeinde hat 11.942 Einwohner, von denen 3.606 im städtischen Teil der Gemeinde (cabecera municipal) leben (Stand: 2016).

## Geographie
Die Gemeinde Curití liegt in der Provinz Guanentá im östlichen Santander in den kolumbianischen Anden 90 km von Bucaramanga entfernt auf einer Höhe von 1409 Metern und hat eine Jahresdurchschnittstemperatur von etwa 20 °C. An die Gemeinde grenzen im Norden Molagavita, Cepitá, Aratoca und Jordán, im Osten Mogotes, im Süden Mogotes und San Gil und im Westen Villanueva und Cabrera.

## Bevölkerung
Die Gemeinde Curití hat 12.065 Einwohner, von denen 3661 im städtischen Teil (cabecera municipal) der Gemeinde leben (Stand: 2019).

## Geschichte
Vor der Ankunft der Spanier lebte auf dem Gebiet des heutigen Curití das indigene Volk der Guanes. Das moderne Curití wurde 1670 von Jacinto de Vargas Campuzán gegründet. Das Name Curití ist indigenen Ursprungs.

## Wirtschaft
Der wichtigste Wirtschaftszweig in Curití ist die Landwirtschaft. Insbesondere werden Tabak, Bohnen, Kaffee und Mais angebaut. Traditionell spielt zudem die Produktion und Verarbeitung von Naturfaser eine wichtige Rolle, aus der Taschen, Teppiche, Gürtel und Säcke hergestellt werden. In geringerem Maße gibt es auch Rinderproduktion. Außerdem wird Kalkstein abgebaut.